# Kaule (Nuwakot)
Kaule – gaun wikas samiti w środkowej części Nepalu w strefie Bagmati w dystrykcie Nuwakot. Według nepalskiego spisu powszechnego z 2001 roku liczył on 676 gospodarstw domowych i 3321 mieszkańców (1742 kobiet i 1579 mężczyzn).